# John By
Le lieutenant-colonel John By né le 7 août 1779 Lambeth, près de Londres en Grande-Bretagne est un ingénieur militaire britannique. Il fut le superviseur des travaux entourant la construction du Canal Rideau et est, conséquemment, le fondateur de ce qui deviendra la ville d'Ottawa, au Canada.

## Biographie
John By étudia à l'Académie Militaire Royale de Londres. Choisi le 1er août 1799 pour faire partie de l'Artillerie Royale, il fut transféré le 20 décembre de la même année dans le cadre des Ingénieurs Royaux.  En 1802, il fut envoyé dans les provinces britanniques du Canada pour la première fois, où il travailla notamment sur les fortifications de Québec et également à l'amélioration de la voie de navigation du fleuve Saint-Laurent. Durant les guerres napoléoniques, By part pour l'Espagne où il fait son service militaire sous le commandement du Duc de Wellington de 1811 à 1815.
Il aide Jean-Baptiste Duberger à construire, entre 1806 et 1808, un plan-relief de Québec exactement comme elle était à l'époque,. La maquette fut construite pour des raisons de stratégie militaire, contre d'éventuelles attaques américaines  : elle servit à convaincre des bailleurs de fonds en Angleterre de financer les améliorations envisagées pour la défense de Québec.  

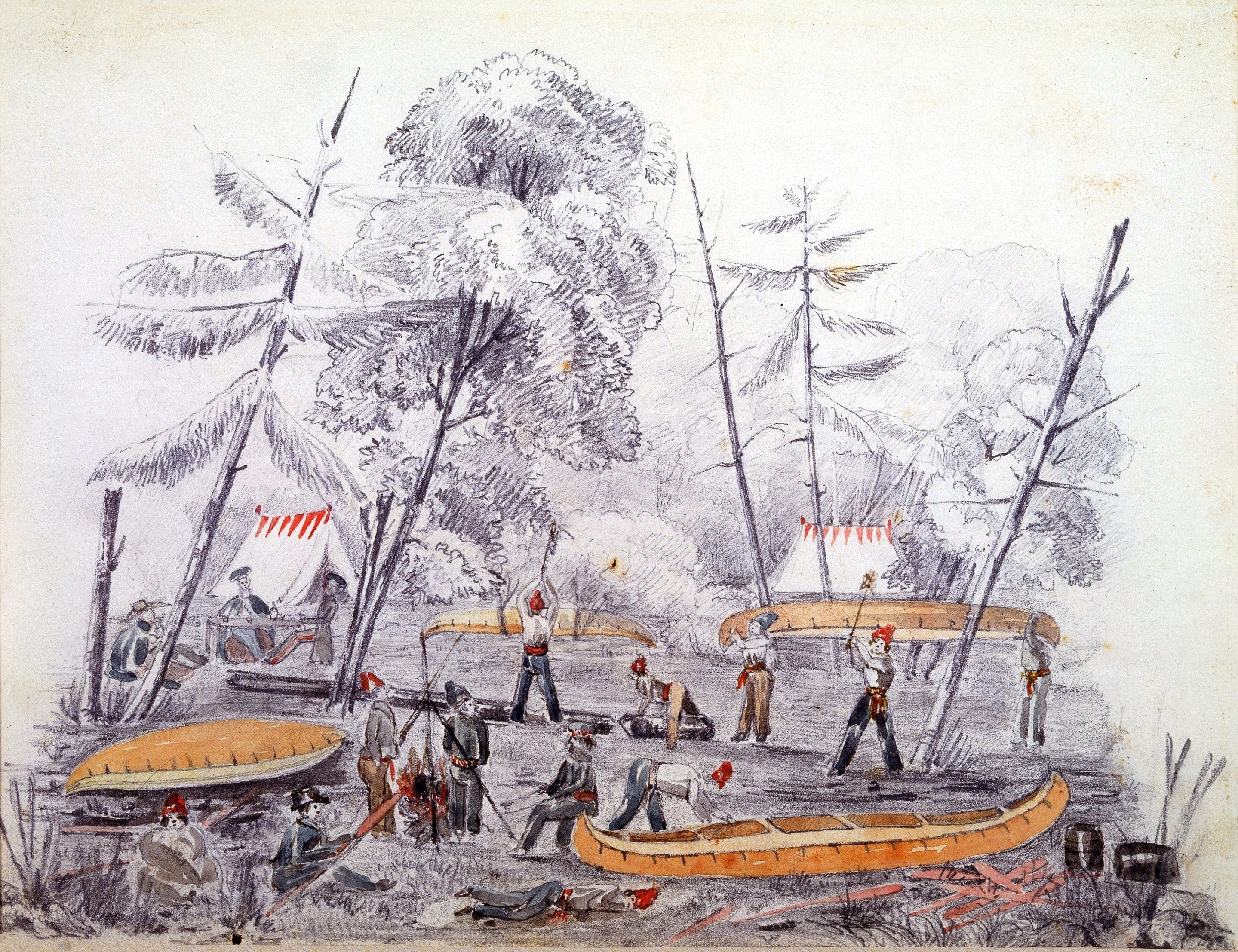
Premier camp, dessin de By-Town (Ottawa) par John By, 1826

Avec la fin de la guerre, il se retire des corps armés mais est, en 1826, rappelé puis renvoyé au Canada afin de superviser les travaux de construction du Canal Rideau. Sa première tâche était d'établir un campement aux abords du site, afin d'héberger les futurs travailleurs. La ville qui en découla, ultérieurement nommée Bytown en son honneur, deviendra par la suite connue sous le nom d'Ottawa, capitale du Canada.
Le canal fut complété en six ans et acclamé en tant que triomphe d'ingénierie. Cependant, après son retour à Londres, By fit face à des accusations de dépenses non autorisées concernant les finances du projet, ce qui l'amena à tenter de blanchir son nom jusqu'à la fin de sa vie. Il est mort en 1836 dans le village de Frant, dans le Sussex de l'Est au sud-est de l'Angleterre.

## Honneurs
Le nom de John By est toujours commémoré par le quartier de Byward Market à Ottawa et sa statue, de l'artiste Joseph-Émile Brunet, dévoilée en 1971 trône dans le parc municipal Major's Hill. L'école secondaire Colonel By, la promenade du Colonel-By ainsi que le pavillon d'ingénierie de l'Université d'Ottawa furent tous nommés en son honneur. En 1979, Postes Canada a émis un timbre-poste à son effigie afin de commémorer le bicentenaire de sa naissance.